# Arewik (Armawir)
Arewik – wieś w Armenii, w prowincji Armawir. W 2011 roku liczyła 2427 mieszkańców.